# Antony Jinman
Antony Jinman (Wembury, 8 de abril de 1981) es un explorador polar británico.

## Primeros años de vida
Jinman nació en Wembury, en Devon, cerca de Plymouth . Asistió a la escuela en la escuela primaria de Wembury y luego en la escuela de Plymstock. Después de cuatro años en las Fuerzas Armadas británicas, las dejó para convertirse en líder de expedición.

## Expediciones

### Isla de Baffin
La isla de Baffin es el centro principal de la expedición ártica de Jinman. Su primer viaje a la isla de Baffin fue como parte de un equipo que ayudó a recaudar £180.000 para The Mitchemp Trust. En 2009 viajó con dos estudiantes de posgrado a la zona. Completó la Expedición de extensión a la isla de Baffin de 2010, con 8 estudiantes de posgrado.
Antony también ha grabado un documental sobre los efectos del calentamiento global en la región de la isla de Baffin llamado 'La tierra que nunca se derrite', sobre el Parque Nacional Auyuittuq .

### Polo Norte
En 2010 junto con dos compañeros de equipo llegaron al Polo Norte geográfico. Antony y sus compañeros de equipo, Eric Larsen y Darcy St Laurent, esquiaron y usaron raquetas de nieve (y a veces nadaron) más de 500 millas desde Cape Discovery hasta el Polo Norte en 51 días.

### Polo Sur
En 2014 esquió solo 730 millas hasta el Polo sur Geográfico en solo 46 días. Al llegar al polo el 17 de enero de 2014, se convirtió en el duodécimo británico en lograr esta hazaña.

## Educación
Además de explorador, es educador sobre el cambio climático. A menudo visita escuelas para hacer presentaciones sobre sus experiencias en el Ártico. También ha creado una empresa web, Education Through Expeditions, cuyo objetivo es proporcionar recursos educativos sobre el cambio climático para profesores.
En 2011 recibió el título honorífico de Doctor en Educación de la Universidad del Oeste de Inglaterra .